# Isopterygium fontigenum
Isopterygium fontigenum là một loài Rêu trong họ Hypnaceae. Loài này được (Müll. Hal.) W.R. Buck & Ireland mô tả khoa học đầu tiên năm 1989.